# De hoedenmaakster
La modiste (Nederlands: De hoedenmaakster) is een schilderij van de Franse kunstschilder Henri de Toulouse-Lautrec, geschilderd in 1900, olieverf op doek, 61 x 49,3 centimeter groot. Het toont een jonge hoedenmaakster in een modeatelier, geschilderd in een postimpressionistische stijl. Het werk bevindt zich in de collectie van het Musée Toulouse-Lautrec te Albi.

## Context
In het laatste decennium van de negentiende eeuw waren in Parijs, dat ook toen al gold als het belangrijkste modecentrum in de wereld, zo'n 2400 hoedenmaaksters actief. Diverse van hen keren terug in het werk van impressionistische kunstschilders als Edgar Degas, Édouard Manet, Jean-François Raffaëlli en Félix Vallotton.
Ook Toulouse-Lautrec portretteerde meerdere hoedenmaaksters. Hij hield van dit type mensen. Met name de frisheid en naïviteit van eenvoudige jonge vrouwen, die nog in staat waren de dingen op een zuivere manier te zien, interesseerde hem. Het op dit portret afgebeelde model is waarschijnlijk Louise Blouet d'Enguin, door hem meestal Louise Margouin genoemd, slang voor mannequin. Louise was de gezellin van zijn vriend de criticus Adolphe Albert. Lautrec was in de ban van haar jeugd en haar prachtige rode haar en voelde zich buitenmatig tot haar aangetrokken. Uiteindelijk zou ze zijn laatste liefde blijken, een liefde die bij hem - volgens de schrijver Paul Leclercq (1879-1956) - altijd het midden hield tussen een platonisch gevoel en onderdrukt verlangen.

## Afbeelding
De hoedenmaakster toont een jonge vrouw in een modezaak die bezig is een aantal hoeden te ordenen. De bizarre vormen van de hoeden komen terug in haar roodblonde haar. Haar gezicht is omtrokken met een fijne lijn en haar gelaatstrekken zijn met veel details uitgewerkt. Ook de omtrekken van andere belangrijke elementen, zoals de plankenkast met hoedendoos en de vitrine, zijn met een lijn getekend. De rest is neergezet met een grote hoeveelheid parallelle penseelstreken die verschillende kleurschakeringen met elkaar combineren.

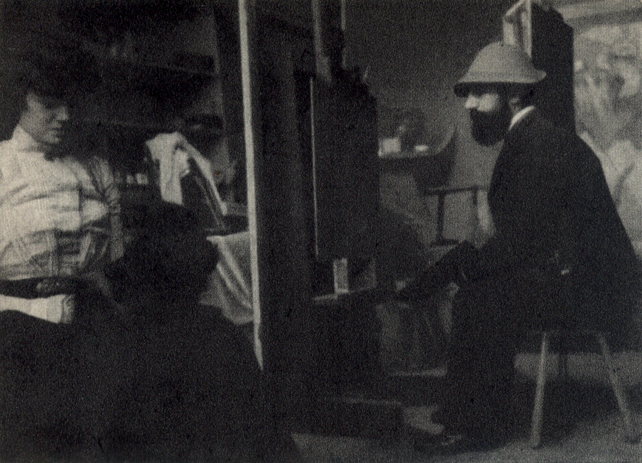
Lautrec in zijn atelier met Louisa, 1900

De hoedenmaakster illustreert de belangstelling die Toulouse-Lautrec in zijn laatste levensjaren had voor het werken met grote contrasten tussen licht en donker, hetgeen de invloed van zijn vriend Eugène Carrière verraadt, alsook zijn belangstelling voor Rembrandt. Hij gebruikt de techniek van clair-obscur om de vormen duidelijker te laten uitkomen en een grotere dramatiek aan de compositie te geven. De jonge vrouw lijkt enigszins in zichzelf gekeerd, de algehele uitstraling heeft iets melancholieks. De situatie van de zieke Lautrec in ogenschouw nemend zou het bijna geïnterpreteerd kunnen worden als een soort van afscheid.